# Nghệ sĩ chèo ở Việt Nam
Nghệ sĩ chèo ở Việt Nam là những người hoạt động trong lĩnh vực nghệ thuật sân khấu chèo, gồm những nghệ sĩ chuyên nghiệp trong các nhà hát chèo và các nghệ nhân không chuyên ở các câu lạc bộ chèo hoặc làng chèo. Các nghệ sĩ chuyên nghiệp tiêu biểu sẽ lần lượt được xét tặng danh hiệu Nghệ sĩ ưu tú, Nghệ sĩ nhân dân, còn các nghệ sĩ không chuyên tiêu biểu sẽ được xét tặng danh hiệu Nghệ nhân ưu tú, Nghệ nhân nhân dân.

## Các nghệ sĩ nổi tiếng

### Bảy vị tổ nghề chèo

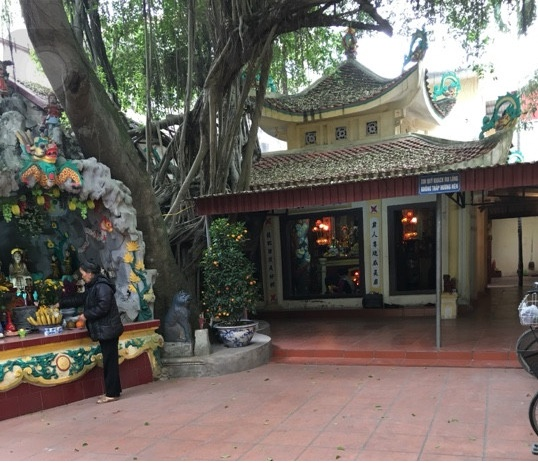
Đền Vân Thị cạnh nhà hát Chèo Ninh Bình, nơi thờ bà tổ hát chèo Phạm Thị Trân

- Phạm Thị Trân (925 - 976): là người Hồng Châu (Hải Dương), là nữ quan triều đình đồng thời là một vũ ca tài ba trong hoàng cung nhà Đinh, người là vị tổ sáng lập nghệ thuật sân khấu chèo.
- Đào Văn Só (951 - 975): là người Đằng Châu (Hưng Yên). Ông có nhiều học trò theo nghề ca hát. Hí phường phả lục ghi tên ông là vị hậu tổ thứ 2 của nghệ thuật chèo.
- Đặng Hồng Lân: là người Kỳ Bố (Thái Bình). Hí phường phả lục ghi tên ông là vị hậu tổ thứ 3 của nghệ thuật chèo.
- Đào Hoa: là người Bắc Giang, được Lý Thái Tổ thu nạp vào cung. Hí phường phả lục ghi tên Đào Hoa là vị hậu tổ thứ 4 của nghệ thuật chèo.
- Từ Đạo Hạnh (1072 - 1117): là người Quốc Oai (Hà Nội), là tác giả giáo trò mà các vở chèo dân gian nào cũng hát ở phần mở đầu: Trình làng trình chạ, Thượng hạ tây đông. Hí phường phả lục ghi tên ông là vị hậu tổ thứ 5 của nghệ thuật chèo.
- Sái Ất: là người Tế Giang, phủ Từ Sơn, trấn Kinh Bắc, vốn "thông minh, mẫn tuệ, có tài ứng khẩu, khôi hài". Ông sống vào thời Lý, làm nghề bán vui độ nhật, "được dân làng sủng ái, thường cấp tiền cho gạo". Ông có hàng trăm học trò theo học xướng ca.  Hí phường phả lục ghi tên ông là vị hậu tổ thứ 6 của nghệ thuật chèo.
- Chính Vịnh Càn: là người Phong Châu. Hí phường phả lục ghi Chính Vịnh Càn là vị hậu tổ thứ 7 của nghệ thuật chèo.

### Các cố nghệ sĩ
- Nguyễn Đình Nghị (1886-1954) quê làng Thụy Lôi, xã Thụy Lôi, huyện Tiên Lữ, Hưng Yên. Ông có công đầu trong việc gìn giữ và cách tân Chèo. Ông đi từ Chèo sân đình, qua Chèo văn minh và thành đạt ở Chèo cải lương.
- Trùm Thịnh (Cụ Nguyễn Văn Thịnh), (1883 - 1973), được truy phong Nghệ sĩ nhân dân năm 1984; là người phục hồi nghệ thuật chèo và xây dựng sân khấu chèo hiện đại.  Vở Lưu Bình Dương Lễ lời trò do cụ Trịnh Thị Lan đọc và có bổ sung của cụ Nguyễn Văn Thịnh năm 1956.
- Cả Tam (Cụ Trịnh Thị Lan), (1888 - 1971), được truy phong Nghệ sĩ nhân dân năm 1984; một trong những nghệ nhân có công khôi phục vốn chèo cổ đồng thời có đóng góp lớn cho việc hiện đại hoá chèo.
- An Văn Mược (Cả Mược): Nghệ nhân trùm chèo nổi tiếng ở Ninh Bình, có công lưu giữ các làn điệu chèo. Có công lưu giữ vở chèo kinh điển là Quan Âm Thị Kính (cùng với Phạm Hồng Lô) và vở chèo cổ Kim Nham (cùng với Phạm Hồng Lô, Nguyễn Mầm, Nguyễn Văn Tích).
- Tào Mạt (1930 - 1993): là người có đóng góp lớn trong sự phát triển chèo hiện đại, được phong Nghệ sĩ nhân dân năm 1993. Tác phẩm nổi tiếng nhất của ông là bộ ba vở chèo Bài ca giữ nước kể về lịch sử Việt Nam thời nhà Lý với nhân vật chính là Lý Thánh Tông, Nguyên phi Ỷ Lan và Lý Nhân Tông.
- Nguyễn Thị Minh Lý (1907 - 1997), được phong Nghệ sĩ nhân dân năm 1993, là con gái Trùm Thịnh, người đã cùng với Nguyễn Đình Nghị và Cả Tam (1888 - 1971) đóng góp lớn cho việc hiện đại hóa chèo đầu thế kỷ 20.
- Dịu Hương (1919 - 1994), người Bình Lục, Hà Nam, được phong Nghệ sĩ nhân dân năm 1984, thành công với những trích đoạn Xuý Vân giả dại và Thị Màu lên chùa.
- Năm Ngũ, Tư Liên, Lý Mầm, Mạnh Tuấn, những nghệ nhân nổi danh với loại vai hề chèo, được phong Nghệ sĩ nhân dân năm 1997.
- Vũ Thị Tý (1936 - 1974), nổi tiếng với các vai: Thị Kính trong "Quan âm Thị Kính"; Đào Huế trong "Chu Mãi Thần"; Mụ quán trong "Xúy Vân"; Chị Út Tịch trong "Cô Giải phóng" (tác giả: Tào Mạt); Chị Tâm trong "Phiến đá" (tác giả: Hà Văn Cầu).
- Kiều Bạch Tuyết (1939 - 1975); được truy phong Nghệ sĩ ưu tú năm 1984; nổi tiếng với các vai: Thị Mầu trong "Quan âm Thị Kính"; Đào nấp trong "Chu Mãi Thần"; Mụ Cám trong "Tấm Cám" (tác giả: Lưu Quang Thuận).
- Hoa Tâm (1906 - 1986), người xã Kim Động, tỉnh Hưng Yên, được phong Nghệ sĩ nhân dân năm 1984.
- Phạm Hồng Lô: Nghệ nhân chèo người Yên Khánh, Ninh Bình.

### Các nghệ sĩ đương đại
- Nhà hát Chèo Việt Nam: NSND Minh Thu, NSND Thanh Ngoan, NSND Khắc Tư, NSND Diễm Lộc, NSND Lê Tuấn Cường, NSND Minh Trí, NSƯT Ngọc Bích, NSƯT Kim Liên, NSƯT Thu Hương, NSƯT Thanh Vân, NSƯT Lã Khương, NSƯT Tuấn Tài, NSƯT Bá Dũng, NSƯT Phúc Lợi, NS Lệ Thu, NS Thục Hiền.
- Nhà hát Chèo Quân đội: NSND Xuân Theo, NSND Ngọc Viễn, NSND Quốc Trượng, NSND Tự Long, Minh Tiến, Hiền Lương, NSƯT Thanh Tuyết, Anh Tuấn, Duy Từ, Đình Óng, Duy Từ, NSƯT Phương Thúy, Ngọc Sơn, Thu Hải, Thanh Huấn, Xuân Nghĩa, Thanh Tuyết, NSND Lương Thùy Linh, Thúy Nga, Hiền Lương, Xuân Nghĩa, Đức Hải, Nguyễn Văn Hà, Nguyễn Thị Thu Thảo, Nông Quỳnh Sen, Nguyễn Thị Huyền, Trọng Thế, Hương Giang, Hà Thị Nga.
- Nhà hát Chèo Hà Nội: NSND Quốc Anh, Thu Hằng, NS Quốc phòng, NSƯT Đức Thuận, Mạnh Hùng, Hạnh Ngân, Tuấn Tài, NSƯT Minh Huệ, NSƯT Thảo Quyên, Văn Cường, Thanh Huyền, Thanh Loan, Hoài Thu, NSƯT Việt Thắng, Phương Mây, Ngọc Dương, Ngọc Ánh, NSƯT Minh Hằng, NSUT Hồng Nam, Thu Hòa, Lê Tuấn, NSƯT Hoài Thu, Nguyễn Thị Thanh Tân, Quang Trưởng, Nguyễn Thị Thắm, Phạm Thị Kim Liên, biên đạo múa Hoài Anh, NSND Thu Huyền...
- Nhà hát Chèo Ninh Bình: NSND Quang Thập, NSND Mai Thủy, NSƯT Huyền Diệu, NSƯT Bá Toản, NS Quốc Trị, NSƯT Lê Anh Tú, NS Thu Hà, NS Hoàng Thắng, NS Thanh Thúy, NS Thanh Hải, NS Thu Quế, NS Phạm Bình, NS Ngọc Anh, NS Trần Trung Sỹ, NS Lã Thị Mến, NS Phạm Thị Hiền, NSƯT Đỗ Thị Lý, NS Thanh Tuyền, NS Mạnh Hưng, NS Ngọc Minh, NS Tiến Thành, NS Mai Hiên, NS Thanh Thúy, NS Diệu Thuấn, NS Ngọc Xuân, NS Khánh Hà, NS Trung Sỹ
- Nhà hát Chèo Thái Bình: NSƯT Thúy Hà, NSƯT Văn Bằng, NSƯT Ánh Điện, Xuân Du, Phạm Thị Hồng Tươi, Nguyễn Thị Diệu Hằng, NSƯT. Thúy Nga, Quang Lai, Thanh Khâm, Thanh Hiện, Việt Hà, Thạch Bàn, Quang Dũng, Ngô Thị Hồng Nhung, Đặng Thị Thu Hà, Lê Thị Hồng Vân, Bùi Thị Hoài, Tuyết Nhung, Minh Tâm, Vũ Thị Chuyên
- Nhà hát Chèo Hải Dương: NSND Hồng Tươi, NSND Mạnh Thắng, Khánh Phương, Thanh Sóng, NSƯT. Quốc Anh, Trần Quang Minh, Bùi Đức Thiện, Đoàn Thị Bẩy, Đoàn Thị Nga, Phạm Minh Hiếu, Nguyễn Thị Thanh Sóng, Trần Thị Hương, Trần Đức Minh, Bùi Đức Cường, Thái Quỳnh, Bùi Văn Thiện, Tạ Quang Phúc
- Nhà hát Chèo Bắc Giang: Thanh Hường, Quang Lẫm, Phạm Quỳnh Mai, Hà Văn Quân, Vũ Ngọc Anh, Đức Anh, Xuân Hải, Thành Trung, Mai Lan, Anh Tuấn, Đặng Thị Liên, Đặng Thị Quyên.
- Nhà hát Chèo Hưng Yên: NSƯT Xuân Sanh, Tiến Tùng, Phương Nhân, Mạnh Đán, Vũ Thị Lan, Bích Họa, Phương Nhàn, Khắc Nghĩa, Hữu Nam, Đức Đạt, Thanh Lam, Thanh Quang, Ánh Tuyết, Anh Đào
- Đoàn Chèo Hải Phòng: Thùy Dương, Thanh Bình, NSƯT Kim Liên, Quốc Kiên, Thanh Bình, Thùy Dung, Văn Mởn, Hương Huế, Văn Tạo
- Nhà hát Nghệ thuật truyền thống Nam Định: Diệu Hằng, Thanh Nga, NSƯT Đăng Khoa, Ngọc Hùng, Đức Thọ, NSUT Quốc Hùng, NS Hoàng Diễn, NSƯT Hoàng Bích Thục, Trần Thị Hằng, Hồng Năm, NSƯT Ngọc Hùng, Nghệ sĩ Minh Phương, Văn Minh, Nguyễn Thị Linh
- Nhà hát Nghệ thuật truyền thống Vĩnh Phúc: Lệ Thúy, Thanh Trắc, Văn Cường, Nguyễn Thị Chắc, Huy Chúc, Mạnh Hùng, Mạnh Tuyến, Tuấn Thiệu,  Ngọc Cao
- Nhà hát Nghệ thuật truyền thống Thanh Hóa: NSND Hàn Hải, NSND Trương Hải Thọ, Thu Hài, Thanh Mai, NS Thương Hiền, Khánh Vinh, NSND Thanh Tâm, Phạm Văn Hòa, Thu Hoài, Tăng Ngấn, Quốc Dũng, Quốc Chiến, Hồ Chiến, Nguyễn Thị Minh Phượng, Phạm Nhật Hóa,..
- Trung tâm Văn hóa nghệ thuật tỉnh Hà Nam: NSND Lương Duyên, Mạnh Hùng, Quốc Khoát, Việt Dũng, Duy Khoát, Văn Chương, Bích Ngọc, Bích Nhạn, Hải Yến, Nguyễn Hoài Thanh, Lê Thị Kim Cúc, Ngọc Thân, Thu Hà, Tuấn Dũng, Dương Thị Dung
- Đoàn Nghệ thuật Quảng Ninh: Phương Lan, NSƯT Phạm Thanh Bình, NSND Văn Mởn, Hương Huế, Ngọc Long, Hoàng Diễn, Văn Tiến, Quang Quyến, NS Thúy Ngần, Hồng Vân
- Đoàn Nghệ thuật Phú Thọ: Dương Thị Ánh Tuyết, Bùi Đức Hạnh, Dương Thị Hải Yến; Nguyễn Quốc Giới, Xuân Mùi, Minh Luân, Minh Thân, Phan Thiết, Kim Định, Kim Chi, Chử Long, Huy Cảnh, Thu Nga, Quốc Hội, Bích Đào, Văn Tân, Duy Mạnh, Ngọc Quỳnh, Thanh Dũng
- Đoàn Nghệ thuật Yên Bái: NSƯT Đoàn Văn Liên, Thanh Hằng, Văn Toản
- Đoàn Nghệ thuật Thái Nguyên: Tuấn Hưng, Hà Bắc, Văn Tình, NSƯT Minh Thắng, Minh Chuyên, Công Khanh, Minh Thắng, Thanh Hằng, Dương Thị Lan
- Đoàn Nghệ thuật Tuyên Quang: Đỗ Vĩnh Thuận, Phùng Thị Minh Hằng, Đỗ Thành Đồng, Vũ Thị Phương Thảo
- Hội nghệ sĩ sân khấu Việt Nam: NSND Thúy Mùi, NSND Vân Quyền, NSND Thúy Ngần, NSND Mạnh Phóng, NSND Khắc Tư, NSND Huyền Phin, NSND Thuý Hiền, NSND Thu Hiền, ...

## Danh sách Nghệ sĩ nhân dân chèo
Dưới đây là danh sách 58 nghệ sĩ nhân dân lĩnh vực sân khấu chèo được công nhận tính đến năm 2023:
| TT | Họ tên (nghệ danh)                  | Năm sinh | Năm công nhận | Nơi làm việc khi được công nhận | Quê quán   | Chú thích |
| -- | ----------------------------------- | -------- | ------------- | ------------------------------- | ---------- | --------- |
| 1  | Trần Thị Dịu (Dịu Hương)            | 1919     | 1984          | Nhà hát Chèo Việt Nam           | Hà Nam     |           |
| 2  | Trịnh Thị Lan (Cả Tam)              | 1885     | 1984          | Nhà hát Chèo Việt Nam           | Hải Dương  |           |
| 3  | Tống Văn Ngũ (Năm Ngũ)              | 1890     | 1984          | Nhà hát Chèo Việt Nam           | Thái Bình  |           |
| 4  | Vũ Thị Hoa Tâm                      | 1906     | 1984          | Nhà hát Chèo Hà Nội             | Hưng Yên   |           |
| 5  | Nguyễn Văn Thịnh (Trùm Thịnh)       | 1883     | 1984          | Nhà hát Chèo Việt Nam           | Hải Dương  |           |
| 6  | Hoàng Thị Lan (Hoàng Lan)           | 1932     | 1993          | Đoàn Chèo Hải Phòng             | Hưng Yên   |           |
| 7  | Nguyễn Thị Lý (Minh Lý)             | 1908     | 1993          | Nhà hát Chèo Việt Nam           | Hải Dương  |           |
| 8  | Chu Văn Thức                        | 1932     | 1993          | Nhà hát Chèo Việt Nam           | Hà Nội     |           |
| 9  | Nguyễn Đăng Thục (Tào Mạt)          | 1930     | 1993          | Tổng cục Hậu cần                | Hà Nội     |           |
| 10 | Trần Bảng                           | 1926     | 1993          | Cục Nghệ thuật Sân khấu         | Hải Phòng  |           |
| 11 | Doãn Hoàng Giang                    | 1938     | 1997          | Nhà hát Kịch Trung ương         | Ninh Bình  |           |
| 12 | Bùi Trọng Đang                      | 1925     | 1997          | Đại học Sân khấu Điện ảnh HN    | Nam Định   |           |
| 13 | Nguyễn Mầm (Lý Mầm)                 | 1897     | 1997          | Nhà hát Chèo Việt Nam           | Thái Bình  |           |
| 14 | Vũ Văn Nghị (Tư Liêm)               | 1908     | 1997          | Nhà hát Chèo Việt Nam           | Hưng Yên   |           |
| 15 | Nguyễn Đức Thỉnh (Mạnh Tuấn)        | 1929     | 1997          | Nhà hát Chèo Việt Nam           | Bắc Ninh   |           |
| 16 | Ngô Thị Quắm (Thanh Hoài)           | 1950     | 2007          | Nhà hát Chèo Việt Nam           | Thái Bình  |           |
| 17 | Bùi Đắc Sừ                          | 1948     | 2007          | Nhà hát Chèo Việt Nam           | Bắc Giang  |           |
| 18 | Nguyễn Thị Duyên (Lương Duyên)      | 1958     | 2011          | Nhà hát Chèo Hà Nam             | Hà Nam     |           |
| 19 | Mai Thị Thủy (Mai Thủy)             | 1970     | 2015          | Nhà hát Chèo Ninh Bình          | Ninh Bình  |           |
| 20 | Vũ Tự Long                          | 1973     | 2015          | Nhà hát Chèo Quân đội           | Bắc Ninh   |           |
| 21 | Trịnh Thị Mùi (Thúy Mùi)            | 1963     | 2015          | Nhà hát Chèo Hà Nội             | Ninh Bình  |           |
| 22 | Trịnh Minh Tiến                     | 1970     | 2015          | Nhà hát Chèo Quân đội           | Ninh Bình  |           |
| 23 | Hoàng Quốc Anh                      | 1962     | 2015          | Nhà hát Chèo Hà Nội             | Thanh Hóa  |           |
| 24 | Nguyễn Thị Tâm (Thanh Tâm)          | 1967     | 2015          | Đoàn Chèo Thanh Hóa             | Thanh Hóa  |           |
| 25 | Phạm Văn Mởn                        | 1944     | 2015          | Nhà hát Chèo Thái Bình          | Thái Bình  |           |
| 26 | Nguyễn Thị Kim Liên                 | 1940     | 2015          | Nhà hát Chèo Nam Định           | Nam Định   |           |
| 27 | Vũ Thị Minh Huệ                     | 1965     | 2015          | Đoàn Chèo Quảng Ninh            | Hải Dương  |           |
| 28 | Nguyễn Quốc Trượng                  | 1966     | 2015          | Nhà hát Chèo Quân đội           | Bắc Ninh   |           |
| 29 | Nguyễn Mạnh Tường                   | 1940     | 2015          | Nhà hát Chèo Thái Bình          | Thái Bình  |           |
| 30 | Đào Văn Lê (Đào Lê)                 | 1957     | 2015          | Nhà hát Chèo Quân đội           | Bắc Giang  |           |
| 31 | Phan Thị Lộc (Diễm Lộc)             | 1937     | 2015          | Nhà hát Chèo Việt Nam           | Hà Nội     |           |
| 32 | Trần Văn Thông                      | 1957     | 2015          | Nhà hát Chèo Bắc Giang          | Bắc Giang  |           |
| 33 | Hàn Văn Hải (Hàn Hải)               | 1967     | 2015          | Đoàn Chèo Thanh Hóa             | Ninh Bình  |           |
| 34 | Nguyễn Thị Ngọc Viễn                | 1955     | 2015          | Nhà hát Chèo Quân đội           | Hà Nam     |           |
| 35 | Đinh Mạnh Phóng                     | 1941     | 2015          | Nhà hát Chèo Việt Nam           | Hưng Yên   |           |
| 36 | Nguyễn Thị Thúy Hiền                | 1946     | 2019          | Nhà hát Chèo Thái Bình          | Thái Bình  |           |
| 37 | Đoàn Thanh Bình                     | 1954     | 2019          | ĐH Sân khấu Điện ảnh Hà Nội     | Hà Nội     |           |
| 38 | Nguyễn Thị Bích Ngoan (Thanh Ngoan) | 1966     | 2019          | Nhà hát Chèo Việt Nam           | Thái Bình  |           |
| 39 | Vũ Ngọc Cải (Vũ Cải)                | 1963     | 2019          | Nhà hát Chèo Thái Bình          | Thái Bình  |           |
| 40 | Phạm Đức Nhân (Hạnh Nhân)           | 1932     | 2019          | ĐH Sân khấu Điện ảnh Hà Nội     | Ninh Bình  |           |
| 41 | Nguyễn Thị Minh Thu                 | 1961     | 2019          | Nhà hát Chèo Việt Nam           | Bắc Ninh   |           |
| 42 | Trương Hải Thọ                      | 1960     | 2019          | Nhà hát NTTT Thanh Hóa          | Thanh Hóa  |           |
| 43 | Trần Thị Quyền (Vân Quyền)          | 1963     | 2019          | Nhà hát Chèo Việt Nam           | Bắc Giang  |           |
| 44 | Vũ Thúy Ngần (Thúy Ngần)            | 1964     | 2019          | ĐH Sân khấu Điện ảnh Hà Nội     | Ninh Bình  |           |
| 45 | Nguyễn Khắc Tư                      | 1953     | 2019          | Nhà hát Chèo Việt Nam           | Hà Nội     |           |
| 46 | Nguyễn Thị Thúy Mơ                  | 1953     | 2019          | Nhà hát Chèo Hải Dương          | Hải Dương  |           |
| 47 | Nguyễn Thị Huyền Phin               | 1964     | 2019          | Nhà hát chèo Thái Bình          | Thái Bình  |           |
| 48 | Trần Ánh Điện                       | 1972     | 2023          | Nhà hát Chèo Thái Bình          | Hải Phòng  |           |
| 49 | Đỗ Thị Thu Hiền                     | 1947     | 2023          | Nhà hát Chèo Thái Bình          | Thái Bình  |           |
| 50 | Nguyễn Xuân Sanh                    | ?        | 2023          | Nhà hát Chèo Hưng Yên           | Hưng Yên   |           |
| 51 | Phạm Đình Óng                       | 197?     | 2023          | Nhà hát Chèo Quân đội           | Hải Dương  |           |
| 52 | Đặng Thị Theo                       | 1948     | 2023          | Nhà hát Chèo Quân đội           | Hưng Yên   |           |
| 53 | Trương Mạnh Thắng                   | 1970     | 2023          | Nhà hát Chèo Hải Dương          | Ninh Bình  |           |
| 54 | Lê Tuấn Cường                       | 1972     | 2023          | Nhà hát Chèo Việt Nam           | Bắc Ninh   |           |
| 55 | Nguyễn Thị Thu Huyền                | 1975     | 2023          | Nhà hát Chèo Hà Nội             | Hà Nội     |           |
| 56 | Trần Thị Mai Hương                  | 195?     | 2023          | Nhà hát Chèo Hà Nội             | Hưng Yên   |           |
| 57 | Bùi Xuân Hanh                       | 1949     | 2023          | Nhà hát Chèo Hà Nội             | Hà Nội     |           |
| 58 | Nguyễn Thị Chắc (Thanh Chắc)        | 1956     | 2023          | Đoàn Chèo Quảng Ninh            | Quảng Ninh |           |
| 59 | Trần Thị Loan (Thanh Loan)          |          | 2023          | Nhà hát Chèo Hà Nội             | Nghệ An    |           |
| 60 | Phạm Ngọc Ánh                       | 1971     | 2023          | Nhà hát Chèo Hà Nội             | Hà Nội     |           |
| 61 | Nguyễn Văn Bằng                     |          | 2023          | Nhà hát Chèo Thái Bình          | Thái Bình  |           |
| 62 | Trần Thị Thu (Hoài Thu)             | 1984     | 2023          | Nhà hát Chèo Hà Nội             | Thái Bình  |           |
| 63 | Tạ Quang Lẫm                        |          | 2023          | Nhà hát Chèo Bắc Giang          | Bắc Giang  |           |
| 64 | Nguyễn Văn Chương                   |          | 2023          | Nhà hát Đài tiếng nói Việt Nam  | Hà Nội     |           |
| 65 | Nguyễn Văn Thập                     | 1970     | 2023          | Nhà hát Chèo Ninh Bình          | Ninh Bình  |           |

Tính đến năm 2023, trong danh sách 58 NSND chèo trên:
- Đơn vị nghệ thuật có nhiều nghệ sĩ nhân dân nhất:Nhà hát Chèo Việt Nam: 18 NSND; Nhà hát Chèo Quân đội: 8 NSND; Đại học Sân khấu Điện ảnh HN: 5 NSND; Nhà hát Chèo Thái Bình: 7 NSND; Nhà hát Chèo Hà Nội: 6 NSND; Đoàn Chèo Thanh Hóa: 3 NSND,
- Các nghệ sĩ nhân dân chèo có ở 13 tỉnh thuộc đồng bằng sông Hồng và vùng Thanh - Nghệ: Thái Bình: 12 NSND; Ninh Bình và Hà Nội: 9 NSND;  Hưng Yên: 7 NSND; Hải Dương: 6 NSND, Bắc Ninh 5 NSND; Bắc Giang: 4 NSND; Thanh Hóa, Hà Nam: 3 NSND, Nam Định: 2 NSND, Hải Phòng: 2 NSND, Quảng Ninh: 1 NSND, Nghệ An: 1 NSND.
- Các nghệ sĩ nhân dân trẻ nhất khi được công nhận: Hoài Thu (Nhà hát Chèo Hà Nội): 39 tuổi; Vũ Tự Long (Nhà hát Chèo Quân đội): 42 tuổi; Mai Thị Thủy (Nhà hát Chèo Ninh Bình): 45 tuổi; Trịnh Minh Tiến (Nhà hát Chèo Quân đội): 45 tuổi.[1]

## Danh sách Nghệ nhân nhân dân chèo
Trong danh sách đề nghị xét tặng danh hiệu "Nghệ nhân nhân dân", "Nghệ nhân ưu tú" trong lĩnh vực di sản văn hóa phi vật thể lần thứ Ba – năm 2021, có 03 Nghệ nhân ưu tú trong lĩnh vực nghệ thuật chèo được đề nghị xét tặng danh hiệu Nghệ nhân nhân dân năm 2022, đây sẽ là những Nghệ nhân nhân dân đầu tiên của lĩnh vực sân khấu chèo:
| TT | Họ tên (nghệ danh) | Năm sinh | Năm công nhận | Nơi sinh hoạt, truyền bá di sản chèo                                                      | Quê quán  | Chú thích |
| -- | ------------------ | -------- | ------------- | ----------------------------------------------------------------------------------------- | --------- | --------- |
| 1  | Đỗ Thị Khoa        | 1942     | 2022          | Nghệ nhân làng chèo Hoàng Mai, Đội trưởng đội văn nghệ xã Hoàng Minh, Việt Yên, Bắc Giang | Bắc Giang |           |
| 2  | Phan Thị Kim Dung  | 1951     | 2022          | Chủ nhiệm câu lạc bộ chèo làng Mọc Quan Nhân, phường Nhân Chính, quận Thanh Xuân          | Hà Nội    |           |
| 3  | Bùi Văn Ro         | 1952     | 2022          | Chủ nhiệm câu lạc bộ chèo xã Phong Châu, huyện Đông Hưng, tỉnh Thái Bình                  | Thái Bình |           |

## Ảnh một số nghệ sĩ

NSND Trùm Thịnh (1883 - 1973)
NSND Cả Tam (1888 - 1971)
NSND Hoa Tâm (1906 - 1986)
NSND Dịu Hương (1919 - 1994)
NSND Tào Mạt (1930 - 1993)
NSND Doãn Hoàng Giang (1938 - 2023)
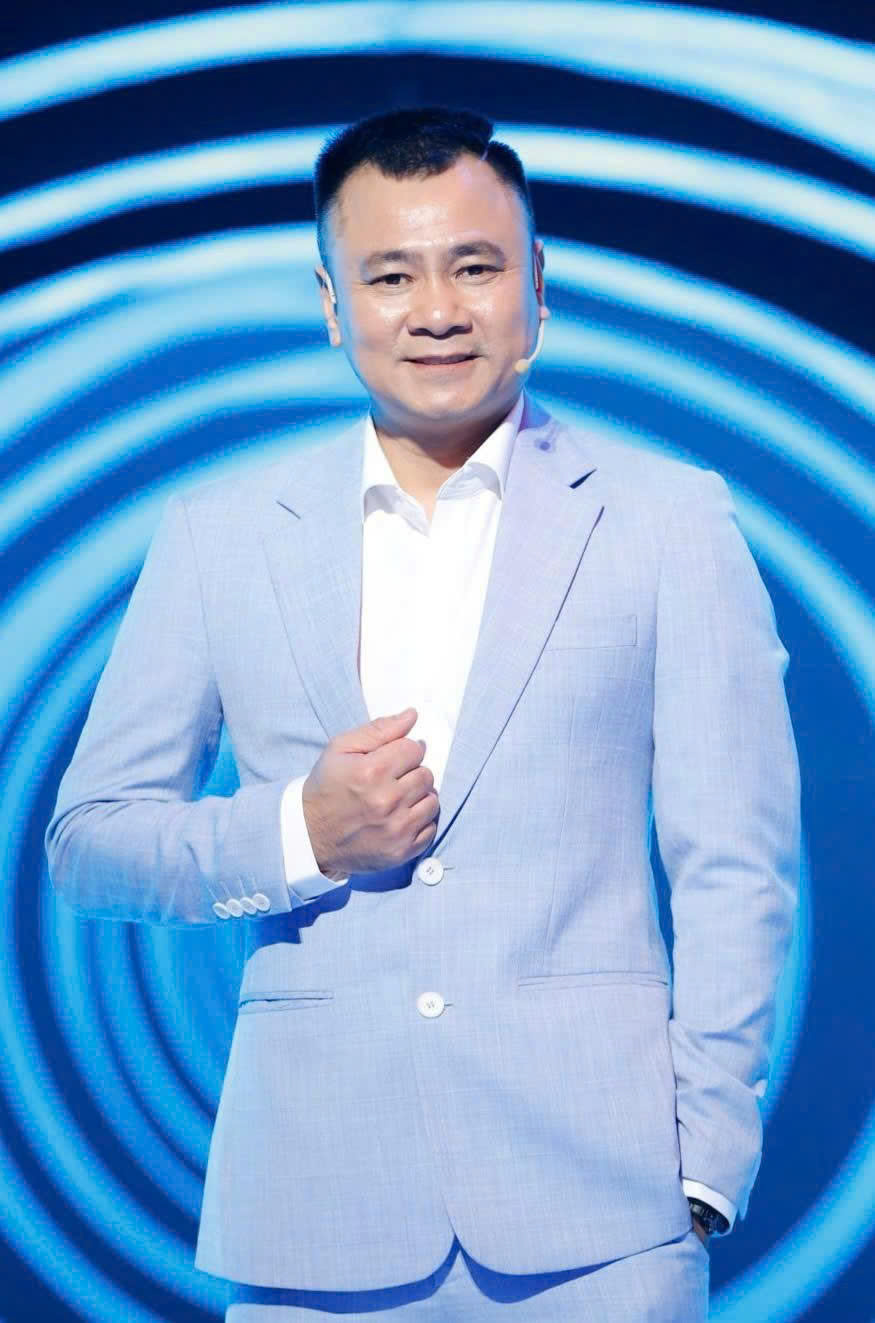
NSND Tự Long (sinh 1973)
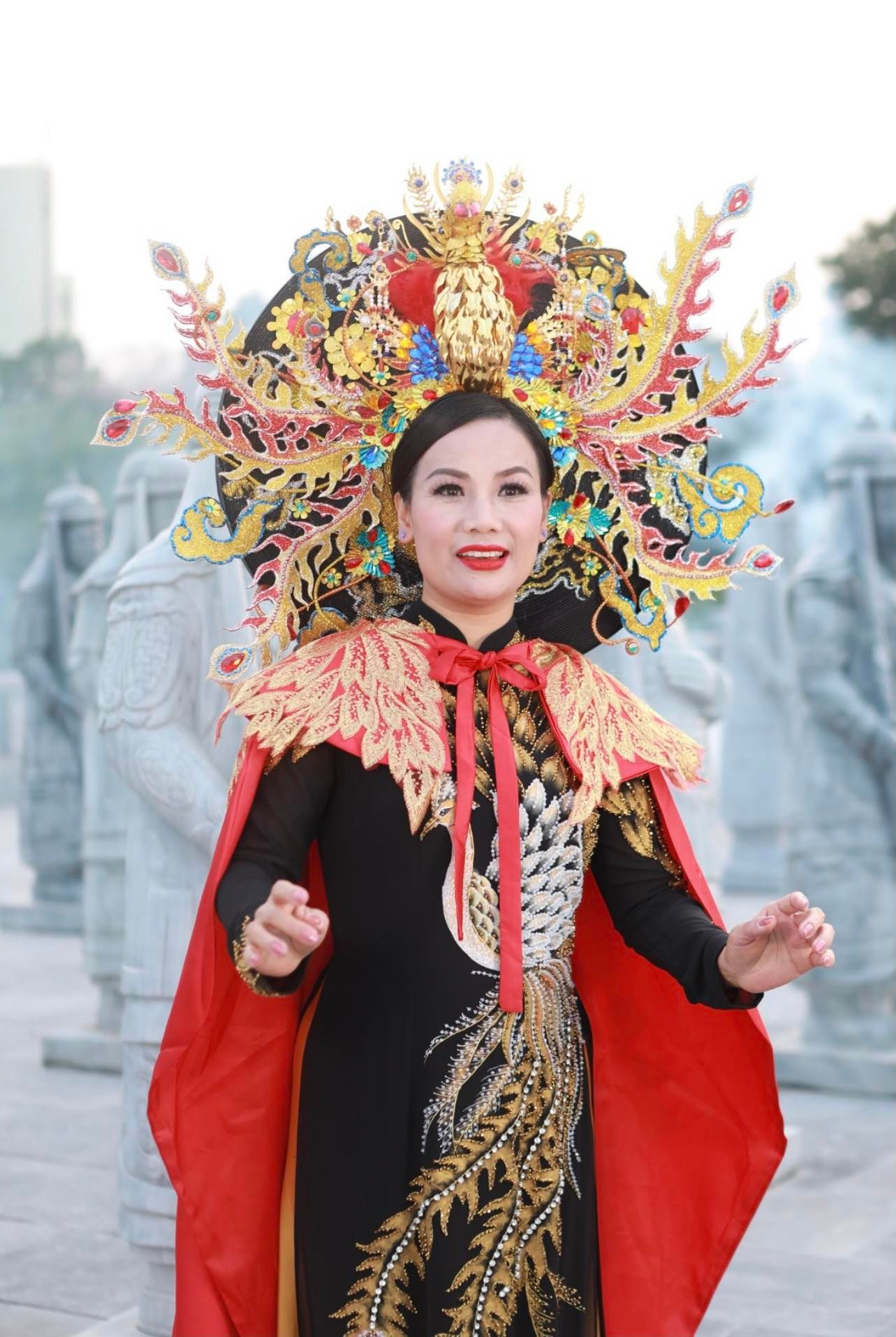
NSƯT Thảo Quyên (sinh 1977)

## Các tổ chức chèo hiện nay

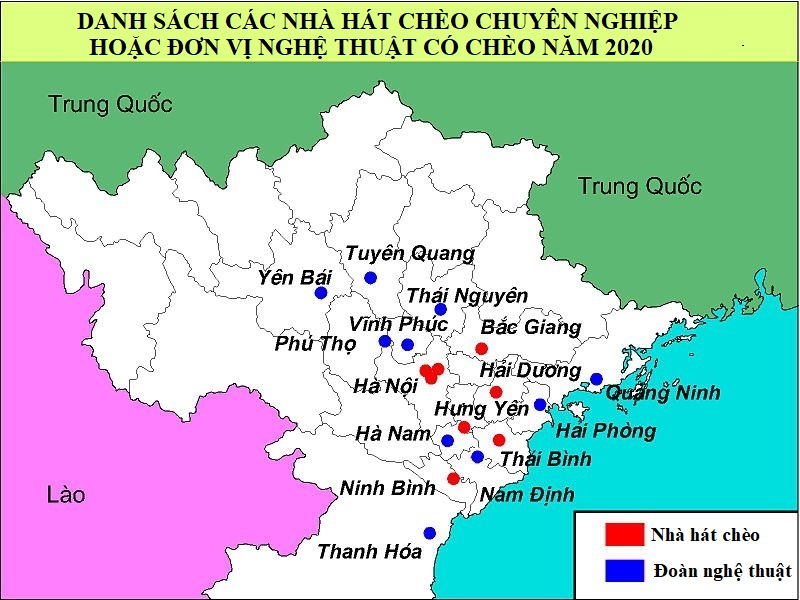
Các đoàn chèo, nhà hát chèo Việt Nam năm 2020

### Các đoàn chèo chuyên nghiệp
Quy mô lớn nhất của các đơn vị nghệ thuật Chèo là Nhà hát Chèo rồi đến Đoàn Chèo, một số tỉnh chỉ biên chế đội hoặc tổ Chèo thuộc đoàn nghệ thuật hoặc trung tâm nghệ thuật tỉnh.
Các đoàn chèo sau khi phát triển đủ điều kiện, UBND tỉnh sẽ ra quyết định thành lập nhà hát Chèo. Một nhà hát Chèo có thể có nhiều đoàn chèo như Nhà hát Chèo Hà Nội có 3 đoàn, các nhà hát khác thường có 2 đoàn.
Ở Việt Nam hiện có 18 đơn vị nghệ thuật chuyên nghiệp có chèo trong đó gồm:
- 8 nhà hát chèo: Việt Nam, Quân đội, Hà Nội, Ninh Bình, Thái Bình, Hải Dương, Hưng Yên, Bắc Giang
- 1 đoàn chèo độc lập: Đoàn chèo Hải Phòng
- 9 đoàn nghệ thuật có chèo: Yên Bái, Tuyên Quang, Thái Nguyên, Quảng Ninh, Vĩnh Phúc, Phú Thọ, Hà Nam, Nam Định, Thanh Hóa

Các nhà hát chèo, đoàn chèo chuyên nghiệp
| Tên Nhà hát, Đoàn chèo | Năm thành lập | Năm nâng cấp | Trụ sở    | Điện thoại    |
| ---------------------- | ------------- | ------------ | --------- | ------------- |
| Nhà hát Chèo Việt Nam  | 1951          | 1964         | Hà Nội    | 024 3834 3280 |
| Nhà hát Chèo Hà Nội    | 1954          | 2002         | Hà Nội    | 024 3825 4205 |
| Nhà hát Chèo Ninh Bình | 1959          | 2007         | Ninh Bình | 0229 3871 902 |
| Nhà hát Chèo Thái Bình | 1959          | 2004         | Thái Bình | 0227 3831 453 |
| Nhà hát Chèo Quân đội  | 1954          | 2010         | Hà Nội    | 024 3836 1161 |
| Nhà hát Chèo Hải Dương | 1960          | 2007         | Hải Dương | 0230 3852 354 |
| Nhà hát Chèo Hưng Yên  | 1997          | 2008         | Hưng Yên  | 0221 3863 960 |
| Nhà hát Chèo Bắc Giang | 1959          | 2010         | Bắc Giang | 0204 3854 946 |
| Đoàn Chèo Hải Phòng    | 1955          | -            | Hải Phòng | 0225 3849 061 |

Các đơn vị nghệ thuật có chèo
| Tên cũ                 | Thời gian tồn tại | Đơn vị tiếp quản hiện nay                     | Trụ sở      | Điện thoại    |
| ---------------------- | ----------------- | --------------------------------------------- | ----------- | ------------- |
| Đoàn Chèo Quảng Ninh   | 1963 - 2018       | Đoàn Nghệ thuật Quảng Ninh                    | Quảng Ninh  | 02033.846523  |
| Đoàn Chèo Phú Thọ      | 1959 - 2018       | Đoàn Nghệ thuật Phú Thọ                       | Phú Thọ     | 02113.847791  |
| Đoàn Chèo Yên Bái      | 1962 - 2005       | Đoàn Nghệ thuật Yên Bái                       | Yên Bái     | 02163.852558  |
| Đoàn Chèo Thái Nguyên  | 1962 - 2002       | Đoàn Nghệ thuật Thái Nguyên                   | Thái Nguyên | 02083.855631  |
| Đoàn Chèo Thanh Hóa    | 1963 - 2018       | Nhà hát Nghệ thuật truyền thống Thanh Hóa     | Thanh Hóa   | 02373.856740  |
| Đoàn Chèo Tuyên Quang  | 1962 - 2009       | Đoàn Nghệ thuật Tuyên Quang                   | Tuyên Quang | 02073.822689  |
| Nhà hát Chèo Nam Định  | 1959 - 2018       | Nhà hát Nghệ thuật truyền thống tỉnh Nam Định | Nam Định    | 0228 3646 785 |
| Nhà hát Chèo Hà Nam    | 1997 - 2018       | Trung tâm Văn hóa nghệ thuật tỉnh Hà Nam      | Hà Nam      | 0226 386 3960 |
| Nhà hát Chèo Vĩnh Phúc | 2005 - 2018       | Nhà hát nghệ thuật tỉnh Vĩnh Phúc             | Vĩnh Phúc   | 0211 365 6186 |

Một số đơn vị chèo chuyên nghiệp từng tồn tại như: Đoàn chèo Bắc Ninh, Đoàn chèo Lai Châu, Đoàn chèo Nghệ An.

### Các câu lạc bộ chèo không chuyên
Hình thức sinh hoạt câu lạc bộ chèo hiện đại đã vượt ra khỏi không gian làng xã và trở thành nơi tập hợp những người yêu chèo. Các câu lạc bộ Chèo cấp tỉnh, huyện, xã, thôn do các nghệ sĩ chèo hoặc những người yêu chèo sáng lập nhiều nơi. Hiện nay có một số câu lạc bộ chèo tiêu biểu như:
- Bắc Giang: Thống kê năm 2019 có 40 câu lạc bộ chèo,[2] tiêu biểu như chiếu chèo Tân Ninh (xã Tư Mại, Yên Dũng) và Đồng Nhân (xã Đồng Phúc, Yên Dũng); CLB chèo Đồng Cống (Lục Nam); chiếu chèo làng Then (Lạng Giang); CLB chèo Hoàng Mai (Việt Yên); CLB chèo Bắc Lý (Hiệp Hòa).
- Bắc Ninh: cả tỉnh có 60 CLB chèo đang hoạt động, riêng ở thị xã Quế Võ có 35 CLB chèo đang hoạt động nổi bật như: Châu Phong, Mộ Đạo, Yên Giả, Nhân Hòa, Bồng Lai... Thuận Thành có CLB chèo Ngọc Khám (Gia Đông)
- Hà Nam: cả tỉnh có 70 CLB chèo đang hoạt động, tiêu biểu là các chiếu chèo Xuân Khê, chiếu chèo Hợp Lý, các chiếu chèo Lê Hồ, Đồng Hoá, chèo Liêm Sơn, Thanh Hà, CLB chèo Ngô Tân (Tiên Nội, Duy Tiên), Câu lạc bộ chèo Sông Đáy Thi Sơn...
- Hà Nội có nhiều câu lạc bộ chèo nổi tiếng như: CLB chèo Cổ Phong xã Đại Đồng, Thạch Thất. Huyện Thạch Thất vẫn còn 10 xã có CLB người hát chèo như Đại Đồng, Canh Nậu, Dị Nậu, Chàng Sơn, Bình Phú, Phú Kim, Cẩm Yên. Các làng chèo Tòng Bạt, Hậu Trạch (Ba Vì), Tam Thuấn, Phụng Thượng (Phúc Thọ), Canh Nậu, Đại Đồng (Thạch Thất), Đại Thành, Phượng Cách (Quốc Oai), Tử Dương (Ứng Hòa), Phú Nhi (Sơn Tây), Văn Nhân, Tri Trung, Hoàng Long (Phú Xuyên), Nghiêm Xuyên, Vân Tảo (Thường Tín), câu lạc bộ chèo xã Vân Hà (Đông Anh).
- Hải Dương hiện có 191 đội chèo quần chúng tiêu biểu như: CLB hát chèo Hải Dương, CLB chèo Thượng Đạt, phường Tứ Minh (TP Hải Dương), CLB chèo Kiến Quốc (Ninh Giang), CLB chèo Nam Hưng (Nam Sách), CLB chèo Nhân Quyền (Bình Giang), Câu lạc bộ Chèo Bông Sen (Kinh Môn) và CLB Chèo dân ca Cẩm Giàng.
- Hải Phòng: CLB chèo Vĩnh Khê (An Dương), CLB chèo Ngũ Phúc (Kiến Thụy).
- Hưng Yên: hiện có 88 câu lạc bộ chèo, tiêu biểu như: CLB chèo huyện Văn Lâm, CLB chèo Phạm Xá.
- Hòa Bình: CLB hát chèo thị trấn Hàng Trạm, CLB chèo Ngọc Lương, CLB chèo Yên Trị đều thuộc phía nam huyện Yên Thủy.[3]
- Thanh Hóa: Chiếu chèo Man Thôn (xã Thọ Vực, Triệu Sơn), CLB chèo Bút Sơn, CLB múa chèo chải xã Hoằng Quỳ, CLB hát chèo làng Nhân Trạch, xã Hoằng Đạo, CLB Nghệ thuật chèo làng Vĩnh Gia xã Hoằng Phượng và CLB chèo các xã Hoằng Thái, Hoằng Hà, Hoằng Quỳ, Hoằng Minh (Hoàng Hóa); CLB chèo Sơn Nam (Đông Sơn, Bỉm Sơn); CLB Chèo Xuân Áng (Vĩnh Long, Vĩnh Lộc).
- Nam Định có gần 200 CLB chèo tiêu biểu như:[4] CLB chèo làng Đặng Xá, Làng chèo An Lại Hạ, Thụ Ích xã Yên Nhân (Ý Yên); làng chèo Phú Vân Nam ở xã Hải Châu (Hải Hậu), CLB chèo Nam Thái (Nam Trực)...
- Ninh Bình: CLB chèo Ninh Bình, CLB chèo Bích Đào, CLB chèo Phúc Trì và các chiếu chèo ở Khánh Cường, Khánh Mậu, Khánh Hội, Khánh Thiện, Khánh Trung (Yên Khánh), Yên Phong, Yên Từ, Khánh Thịnh (Yên Mô); Thượng Kiệm, Như Hoà, thị trấn Phát Diệm (Kim Sơn); CLB chèo Tràng An, CLB chèo thôn Xưa (xã Sơn Lai), CLB chèo xã Sơn Thành, CLB chèo thôn Ngọc Nhị (xã Gia Thủy); CLB chèo Liên Sơn, Gia Viễn...
- Nghệ An: Làng chèo Lăng Thành (xã Lăng Thành, huyện Yên Thành) được biết tới như "địa chỉ đỏ" của nghệ thuật hát chèo miền Trung.[5]
- Thái Bình: CLB chèo ở các xã Quốc Tuấn; Vũ Thắng (Kiến Xương); CLB chèo ở các xã Đông La, An Châu (Đông Hưng); các CLB chèo truyền thống huyện Thái Thụy, Vũ Thư, câu lạc bộ UNESCO bảo tồn nghệ thuật sân khấu chèo Đông Hà...
- Phú Thọ: CLB chèo xã Minh Côi, Hạ Hòa; CLB chèo xã Vạn Xuân, Tam Nông; CLB chèo xã Cao Xá, Lâm Thao; Các CLB chèo xã Bảo Yên, xã Đoan Hạ, xã Đào Xá, xã Đồng Trung, thị trấn Thanh Thủy, huyện Thanh Thủy và các CLB chèo phường Dữu Lâu, phường Bạch Hạc, thành phố Việt Trì.[6]
- Vĩnh Phúc: Năm 2018 có 16 câu lạc bộ chèo,[7] Tiêu biểu như CLB nghệ thuật Chèo Vĩnh Phúc, CLB sân khấu Chèo Vĩnh Tường. Huyện Yên Lạc có 6 CLB chèo tiêu biểu như CLB chèo Đinh Xá, xã Nguyệt Đức và CLB chèo Vật Cách, xã Đồng Cương, CLB chèo Tảo Phú, xã Yên Hồng.
- Khu vực Tây Nguyên: Câu lạc bộ chèo Gia Nghĩa, Đắc Nông; Kon Tum: Câu lạc bộ chèo Chư Sê, Gia Lai; Câu lạc bộ chèo Ngọc Hải, Kon Tum; Câu lạc bộ chèo Thái Bình - Ya Ly, Kon Tum; Câu lạc bộ chèo Mỹ Đức - Đạ Tẻh (Lâm Đồng)...
- Bình Phước: Câu lạc bộ chèo huyện Đồng Phú, CLB hát chèo xã Tiến Hưng và CLB chèo phường Tân Thiện, thành phố Đồng Xoài.[8]
- Thành phố Hồ Chí Minh: CLB chèo Chung cư Khang Gia (Phường 14, quận Gò Vấp); CLB chiếu chèo Quận 12; CLB Hương mùa thu (quận Tân Bình); CLB chiếu chèo Biên Hòa (Đồng Nai) và CLB Hương sen (TP. Vũng Tàu).
- Ngoài ra có các CLB hát chèo cấp tỉnh như: Câu lạc bộ Chèo Cần Thơ; Câu lạc bộ hát Chèo Điện Biên; Câu lạc bộ chèo Tuyên Quang.

### Các làng chèo tiêu biểu
Một làng có nhiều câu lạc bộ chèo hoạt động và nhiều người hát chèo được gọi là làng chèo. Làng chèo là danh xưng để chỉ những làng còn bảo tồn và lưu giữ được nghệ thuật sân khấu chèo truyền thống, những buổi sinh hoạt chèo trong quan hệ xã hội cộng đồng, trong lao động sản xuất và đời sống văn hoá nói chung. Làng chèo có thể là một thôn, một xã hoặc thậm chí vài xã được tách ra từ một làng cổ xưa. Các huyện có nhiều làng chèo hoặc câu lạc bộ chèo được gọi là Vùng chèo hay đất chèo, tiêu biểu hiện nay như vùng chèo Yên Khánh (Ninh Bình); vùng chèo Yên Dũng (Bắc Giang); vùng chèo Quế Võ (Bắc Ninh); vùng chèo Ý Yên (Nam Định); vùng chèo Đông Triều (Quảng Ninh);  vùng chèo Thạch Thất (Hà Nội)... đặc biệt tỉnh Thái Bình với phong trào hát chèo quần chúng nở rộ được gọi là đất chèo Thái Bình.
Các làng chèo nổi tiếng hiện nay phải kể đến là: 
- Làng chèo Hậu Trạch, xã Vạn Thắng, Ba Vì; Làng chèo Trung Lập, xã Tri Trung, Phú Xuyên; Làng chèo Xa Mạc, xã Liên Mạc, huyện Mê Linh (Hà Nội);
- Làng chèo Lũng Quý, xã Kiến Quốc, Ninh Giang; Làng chèo Hữu Chung, xã Tân Phong, Ninh Giang; Làng chèo Tuyển Cử, xã Tân Hồng, Bình Giang (Hải Dương);
- Làng chèo Tân Mỹ, xã Đồng Sơn, Yên Dũng; Làng chèo Đồng Quan, xã Đồng Sơn, Yên Dũng; Làng chèo Tân Ninh, xã Tư Mại, Yên Dũng; Làng chèo Hoàng Mai, Hoàng Ninh, Việt Yên; Làng chèo Thanh Trà, xã Lệ Viễn, Sơn Động (Bắc Giang);
- Làng chèo Ngò, xã Tiên Nội, Duy Tiên; Làng chèo Đức Lý, huyện Lý Nhân; Làng chèo Tháp, Thị trấn Kiện Khê, Thanh Liêm; Làng chèo Quỳnh Chân, xã Lam Hạ, Phủ Lý (Hà Nam);
- Làng chèo Khánh Cường, huyện Yên Khánh; Làng chèo Khánh Lợi, huyện Yên Khánh; Làng chèo Khánh Thủy, huyện Yên Khánh;  Làng chèo Khương Dụ, xã Yên Phong, Yên Mô; Làng chèo Quảng Phúc, xã Yên Phong, Yên Mô; Làng chèo Bình Hải, xã Yên Nhân, Yên Mô; Làng chèo An Hòa, phường Ninh Phong (Ninh Bình);
- Làng chèo Ngân Cầu, thị trấn Chờ, Yên Phong; Làng chèo Thất Gian, xã Châu Phong, thị xã Quế Võ; Làng chèo Ngang Nội, xã Hiên Vân, Tiên Du; Làng chèo Nga Hoàng, xã Yên Giả, thị xã Quế Võ; Làng chèo Ngăm Lương, xã Lãng Ngâm, thị xã Thuận Thành (Bắc Ninh);
- Làng chèo Hoành Nhị, xã Giao Hà, Giao Thủy; Làng chèo Kiên Hành, xã Giao Hải, Giao Thủy; Làng chèo Duyên Thọ, xã Giao Nhân, Giao Thủy; làng chèo Bồng Xuyên, xã Yên Phong, Ý Yên; Làng chèo Trung Khu, xã Yên Phong, Ý Yên; Làng chèo Quang Sán, xã Mỹ Hà, Mỹ Lộc; Làng chèo Phú Văn Nam, xã Hải Châu, Hải Hậu (Nam Định);
- Làng chèo Khuốc, xã Phong Châu, ,Đông Hưng; Làng chèo An Phú, xã Quỳnh Hải, Quỳnh Phụ (Thái Bình);
- Làng chèo Phạm Xá, xã Đồng Than, Yên Mỹ (Hưng Yên);
- Làng chèo Phượng Mao, xã Hoằng Phượng, Hoằng Hóa (Thanh Hóa);
- Làng chèo Trung Bản, xã Liên Hoà, Yên Hưng; Làng chèo Đình Lục, xã Hồng Phong, Đông Triều (Quảng Ninh);
- Làng chèo Ngũ Phúc, huyện Kiến Thụy (Hải Phòng);
- Làng chèo Ngọc Lương huyện Yên Thủy (Hòa Bình);

Thái Bình là tỉnh thuần khiết đặc trưng nền văn minh lúa nước đồng bằng sông Hồng. Thái Bình dần hội tụ và phát triển vốn truyền thống văn hoá dân gian. Nơi đây là một trong những cái nôi của những làn điệu hát chèo. Nhắc đến chèo Thái Bình, phải kể tới chèo làng Khuốc. Đây là dòng chèo đặc trưng của địa phương:
Hỡi cô thắt dải lưng xanh
Có xem chèo Khuốc với anh thì về
Làng Khuốc nay là xã Phong Châu, huyện Đông Hưng, cùng với Hà Xá (Hưng Hà) và Sáo Đền (Vũ Thư) xưa kia là những chiếng chèo nổi tiếng của Thái Bình. Những năm đầu thế kỷ thứ 19, có lúc trong làng có đến 15 gánh hát chèo. Chèo diễn quanh năm suốt tháng, không chỉ được biểu diễn ở trong làng mà gánh hát chèo còn đi đến các vùng miền khác biểu diễn phục vụ nhân dân.
Từ đầu thế kỷ 20, huyện Mỹ Lộc, Nam Định đã có 3 làng chèo khá nổi tiếng: làng Đặng, làng Quang Sán, làng Nhân Nhuế, xã Mỹ Thuận. Trong thơ của Nguyễn Bính có nhắc đến hội chèo làng Đặng
Bữa ấy mưa xuân phơi phới bay
Hoa xoan lớp lớp rụng vơi đầy
Hội chèo làng Đặng đi ngang ngõ
Mẹ bảo: "Thôn Đoài hát tối nay